# 3-as busz (Zirc)
A zirci 3-as jelzésű autóbusz a Rákóczi tér és a Bedeco Kft. megállóhelyek között közlekedik. A vonalat a Volánbusz üzemelteti.

## Közlekedése
Csak munkanapokon közlekedik, a Bedeco Kft. munkarendje szerint.

## Útvonala
| Bedeco Kft. felé:                                |
| ------------------------------------------------ |
| - Rákóczi tér - Kossuth Lajos utca - Bedeco Kft. |
| Rákóczi tér felé:                                |
| - Bedeco Kft. - Kossuth Lajos utca - Rákóczi tér |

## Megállói
| Megállóhely neve | Menetidő | Fontosabb létesítmények |
| ---------------- | -------- | --- |
| Rákóczi tér      | 0 - 5    | Rákóczi tér, Zirci Városi Bíróság, Reguly Antal Múzeum, Bakonyi Természettudományi Múzeum, Nagyboldogasszony-bazilika, Reguly Antal Német Nemzetiségi Nyelvoktató Általános Iskola |
| Bedeco Kft.      | 5 - 0    | Bedeco Kft. |